# Municipi de Grobiņa
El municipi de Grobiņa (en letó: Grobiņas novads) és un dels 110 municipis de la República de Letònia, que es troba localitzat a l'oest del país bàltic, i que té com a capital la localitat de Grobiņa. El municipi va ser creat l'any 2009 després d'una reorganització territorial.

## Ciutats i zones rurals
- Parròquia de Bārta (zona rural)
- Parròquia de Gavieze (zona rural)
- Grobiņa (ciutat)
- Parròquia de Grobiņa (zona rural)
- Parròquia de Medze (zona rural)

## Població i territori
La seva població està composta per un total de 10.154 persones (2009). La superfície del municipi té uns 490,2 kilòmetres quadrats, i la densitat poblacional és de 20,71 habitants per kilòmetre quadrat.